# Meilleurs joueurs de football du XXe siècle selon l'IFFHS
Attention, ces listes sont fixes.
Merci de ne pas rajouter le nom de joueurs de football célèbres.
Le « Meilleur joueur mondial du siècle » est un classement des meilleurs joueurs de football du XXe siècle publié par l'International Federation of Football History & Statistics (IFFHS) en 2000. 
Un classement analogue, celui des « Meilleurs gardiens de but mondial du siècle », ne distingue que les gardiens de but.
Parmi les 50 meilleurs joueurs, il y en a 33 provenant d'Europe, 15 d'Amérique et 2 d'Afrique.

## Classements

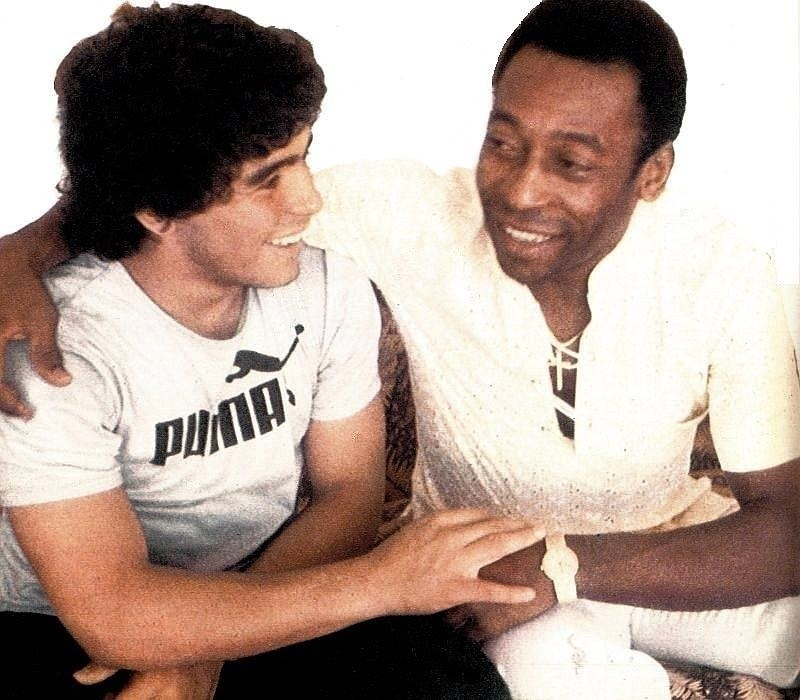
Maradona et Pelé en 1979.

| Rang | Joueur                  | Sélection                       |
| ---- | ----------------------- | ------------------------------- |
| 1    | Pelé                    | Brésil                          |
| 2    | Johan Cruyff            | Pays-Bas                        |
| 3    | Franz Beckenbauer       | Allemagne                       |
| 4    | Alfredo Di Stéfano      | Argentine Espagne               |
| 5    | Diego Maradona          | Argentine                       |
| 6    | Ferenc Puskás           | Hongrie Espagne                 |
| 7    | Michel Platini          | France                          |
| 8    | Garrincha               | Brésil                          |
| 9    | Eusébio                 | Portugal                        |
| 10   | Bobby Charlton          | Angleterre                      |
| 11   | Stanley Matthews        | Angleterre                      |
| 12   | Marco van Basten        | Pays-Bas                        |
| 13   | Gerd Müller             | Allemagne                       |
| 14   | Zico                    | Brésil                          |
| 15   | Lothar Matthäus         | Allemagne                       |
| 16   | George Best             | Irlande du Nord                 |
| 17   | Juan Alberto Schiaffino | Uruguay                         |
| 18   | Ruud Gullit             | Pays-Bas                        |
| 19   | Didi                    | Brésil                          |
| -    | Gianni Rivera           | Italie                          |
| 21   | Giuseppe Meazza         | Italie                          |
| 22   | Matthias Sindelar       | Autriche                        |
| 23   | Fritz Walter            | Allemagne                       |
| 24   | Bobby Moore             | Angleterre                      |
| 25   | José Manuel Moreno      | Argentine                       |
| 26   | Hugo Sánchez            | Mexique                         |
| 27   | George Weah             | Liberia                         |
| 28   | Roger Milla             | Cameroun                        |
| 29   | José Leandro Andrade    | Uruguay                         |
| 30   | Just Fontaine           | France                          |
| -    | Francisco Gento         | Espagne                         |
| 32   | László Kubala           | Hongrie Tchécoslovaquie Espagne |
| 33   | Franco Baresi           | Italie                          |
| 34   | Josef Bican             | Autriche Tchécoslovaquie        |
| 35   | Karl-Heinz Rummenigge   | Allemagne                       |
| 36   | Omar Sivori             | Argentine Italie                |
| 37   | Elías Figueroa          | Chili                           |
| 38   | Kevin Keegan            | Angleterre                      |
| 39   | Sándor Kocsis           | Hongrie                         |
| 40   | Héctor Scarone          | Uruguay                         |
| 41   | Josef Masopust          | Tchécoslovaquie                 |
| 42   | Giacinto Facchetti      | Italie                          |
| 43   | Raymond Kopa            | France                          |
| -    | Sandro Mazzola          | Italie                          |
| 45   | Uwe Seeler              | Allemagne                       |
| 46   | Gunnar Nordahl          | Suède                           |
| 47   | Zizinho                 | Brésil                          |
| 48   | Teófilo Cubillas        | Pérou                           |
| 49   | Arsenio Erico           | Paraguay                        |
| 50   | Denis Law               | Écosse                          |

| Rang | Joueur                | Sélection            |
| ---- | --------------------- | -------------------- |
| 1    | Lev Yachine           | Union soviétique     |
| 2    | Gordon Banks          | Angleterre           |
| 3    | Dino Zoff             | Italie               |
| 4    | Sepp Maier            | Allemagne de l'Ouest |
| 5    | Ricardo Zamora        | Espagne              |
| 6    | José Luis Chilavert   | Paraguay             |
| 7    | Peter Schmeichel      | Danemark             |
| 8    | Peter Shilton         | Angleterre           |
| 9    | František Plánička    | Tchécoslovaquie      |
| 10   | Amadeo Carrizo        | Argentine            |
| 11   | Gilmar                | Brésil               |
| 12   | Ladislao Mazurkiewicz | Uruguay              |
| 13   | Pat Jennings          | Irlande du Nord      |
| 14   | Ubaldo Fillol         | Argentine            |
| 15   | Antonio Carbajal      | Mexique              |
| 16   | Jean-Marie Pfaff      | Belgique             |
| 17   | Rinat Dasaev          | Union soviétique     |
| 18   | Gyula Grosics         | Hongrie              |
| 19   | Thomas Ravelli        | Suède                |
| 20   | Walter Zenga          | Italie               |

| Rang | Joueur                   | Sélection  |
| ---- | ------------------------ | ---------- |
| 1    | Mia Hamm                 | États-Unis |
| 2    | Michelle Akers           | États-Unis |
| 3    | Heidi Mohr               | Allemagne  |
| 4    | Carolina Morace          | Italie     |
| 5    | Sissi                    | Brésil     |
| 6    | Linda Medalen            | Norvège    |
| 7    | Liu Ailing               | Chine      |
| 8    | Kristine Lilly           | États-Unis |
| 9    | Heidi Støre              | Norvège    |
| 10   | Pia Sundhage             | Suède      |
| 11   | Julie Foudy              | États-Unis |
| 12   | Gao Hong                 | Chine      |
| 13   | Silvia Neid              | Allemagne  |
| 14   | Joy Fawcett              | États-Unis |
| 15   | Elisabetta Vignotto      | Italie     |
| 16   | Hege Riise               | Norvège    |
| 17   | Bettina Wiegmann         | Allemagne  |
| 18   | Sun Qingmei              | Chine      |
| 19   | Pretinha                 | Brésil     |
| 20   | Martina Voss-Tecklenburg | Allemagne  |
| 21   | Gro Espeseth             | Norvège    |
| 21   | Lena Videkull            | Suède      |
| 23   | Ann-Kristin Aarønes      | Norvège    |
| 24   | Charmaine Hooper         | Canada     |
| 24   | Gunn Nyborg (en)         | Norvège    |
| 26   | Carin Jennings-Gabarra   | États-Unis |
| 26   | Fan Yunjie               | Chine      |
| 28   | Anette Börjesson (en)    | Suède      |
| 29   | Doris Fitschen           | Allemagne  |
| 30   | Alicia Vargas (en)       | Mexique    |
| 31   | Roseli                   | Brésil     |
| 32   | Elisabeth Leidinge (en)  | Suède      |
| 33   | Birthe Hegstad (en)      | Norvège    |

## Sources
- (en) « IFFHS' Century Elections », RSSSF.com (consulté le 20 novembre 2015)
- (en) « La liste dans la page de l'IFFHS »(Archive.org • Wikiwix • Archive.is • Google • Que faire ?) (consulté le 6 juillet 2010)
- (en) « Meilleur Gardien de But Mondial du Siècle »(Archive.org • Wikiwix • Archive.is • Google • Que faire ?), sur iffhs.de (consulté le 25 novembre 2009)